# Marshall Johnson Wellborn
Marshall Johnson Wellborn (* 29. Mai 1808 bei Eatonton, Georgia; † 16. Oktober 1874 in Columbus, Georgia) war ein US-amerikanischer Politiker. Zwischen 1849 und 1851 vertrat er den Bundesstaat Georgia im US-Repräsentantenhaus.

## Werdegang
Nach der Grundschule studierte Marshall Wellborn an der University of Georgia in Athens. Nach einem anschließenden Jurastudium und seiner im Jahr 1826 erfolgten Zulassung als Rechtsanwalt begann er in Columbus in seinem neuen Beruf zu arbeiten. In seiner Heimat bekleidete er außerdem verschiedene lokale Ämter. Zwischen 1838 und 1842 war er Richter am Superior Court von Georgia.
Politisch war Wellborn Mitglied der Demokratischen Partei. In den Jahren 1833 und 1834 saß er als Abgeordneter im Repräsentantenhaus von Georgia. Bei den Kongresswahlen des Jahres 1848 wurde er im zweiten Wahlbezirk von Georgia in das US-Repräsentantenhaus in Washington, D.C. gewählt, wo er am 4. März 1849 die Nachfolge von Alfred Iverson antrat. Bis zum 3. März 1851 absolvierte er nur eine Legislaturperiode im Kongress.
Nach dem Ende seiner Zeit im US-Repräsentantenhaus studierte Marshall Wellborn Theologie. Im Jahr 1864 wurde er als Geistlicher der Baptistenkirche ordiniert. Diese Tätigkeit übte er bis zu seinem Tod am 16. Oktober 1874 aus.